# Pietro Sassi
Pietro Sassi (Alessandria, 18 luglio 1834 – Roma, 30 dicembre 1905) è stato un pittore e acquarellista italiano.

## Biografia
Pittore di paesaggi, sia rurali sia cittadini - con figure e in presenza di architetture antiche - e anche di scene di genere, Pietro Sassi da Alessandria si trasferì a Roma e viaggiò in Italia (Tirolo, Venezia, Lago Maggiore, Campagna romana), in cerca di spunti per le sue tele e per i suoi acquarelli. Si recò anche ad Olevano Romano, borgo divenuto meta di artisti, soprattutto stranieri, che amavano riprendere il paesaggio dal vivo.
La sua tela Sponde del Lago di Garda in Tirolo fu esposta alla Mostra nazionale di belle arti di Torino, del 1880, che si rivelò un trampolino di lancio per molti artisti; altre due tele dal titolo Paesaggio e Simile furono esposte all'Esposizione Nazionale di Milano del 1881.
Nel 1883, a Roma, presentò Temporale in mare e Mare del Nord e altre opere come Bosco di querce negli Appennini romani e Arco di Settimio Severo al Foro romano. Fu ancora presente nel 1884 all'Esposizione di Torino e nel 1887 espose alla Biennale di Venezia Uva fresca, Uva appassita e Una foresta. Cesare Tallone è stato uno dei suoi allievi.

## Bibliografia

Dipinti di Pietro Sassi
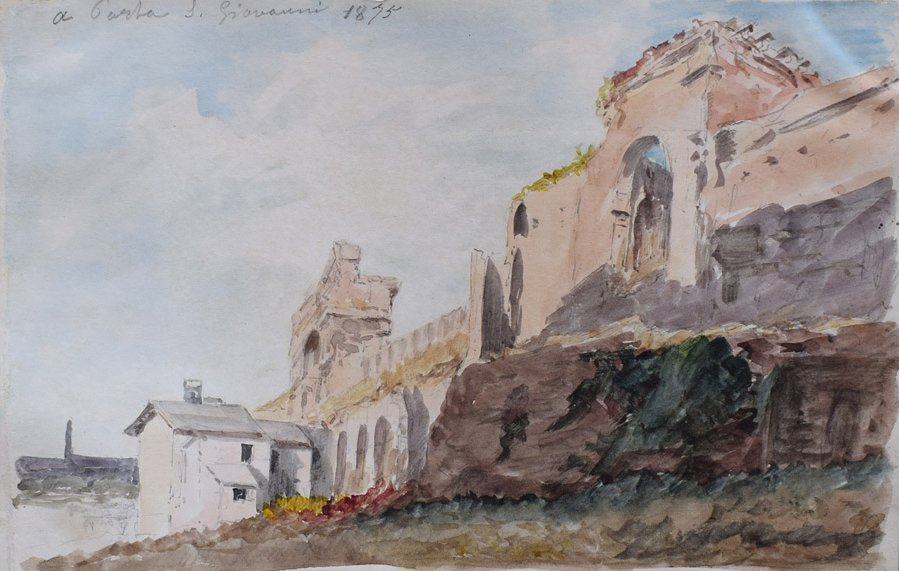
Porta San Giovanni, acquarello su carta, 15,5x24 cm
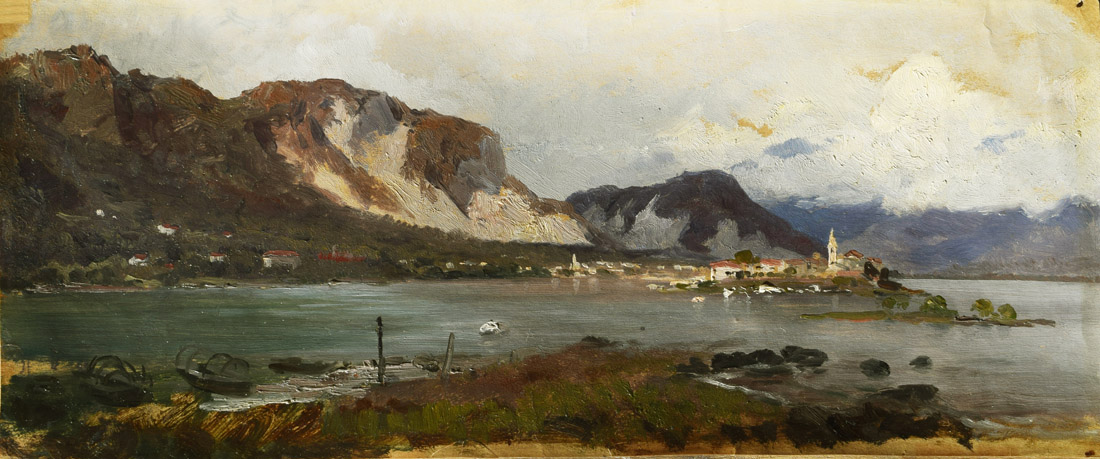
Dall'Isola Bella guardando l'Isola dei Pescatori (Lago Maggiore), olio su carta, 17x40 cm
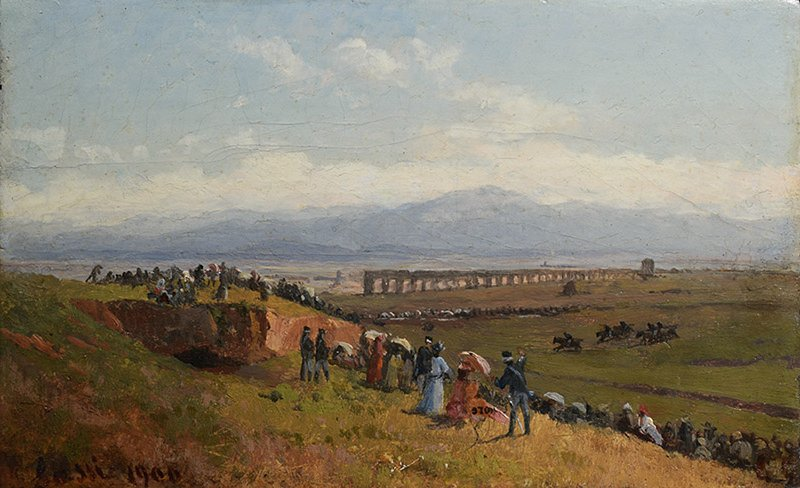
Corsa alle Capannelle, 1900, olio su pannello, 11x17,5 cm
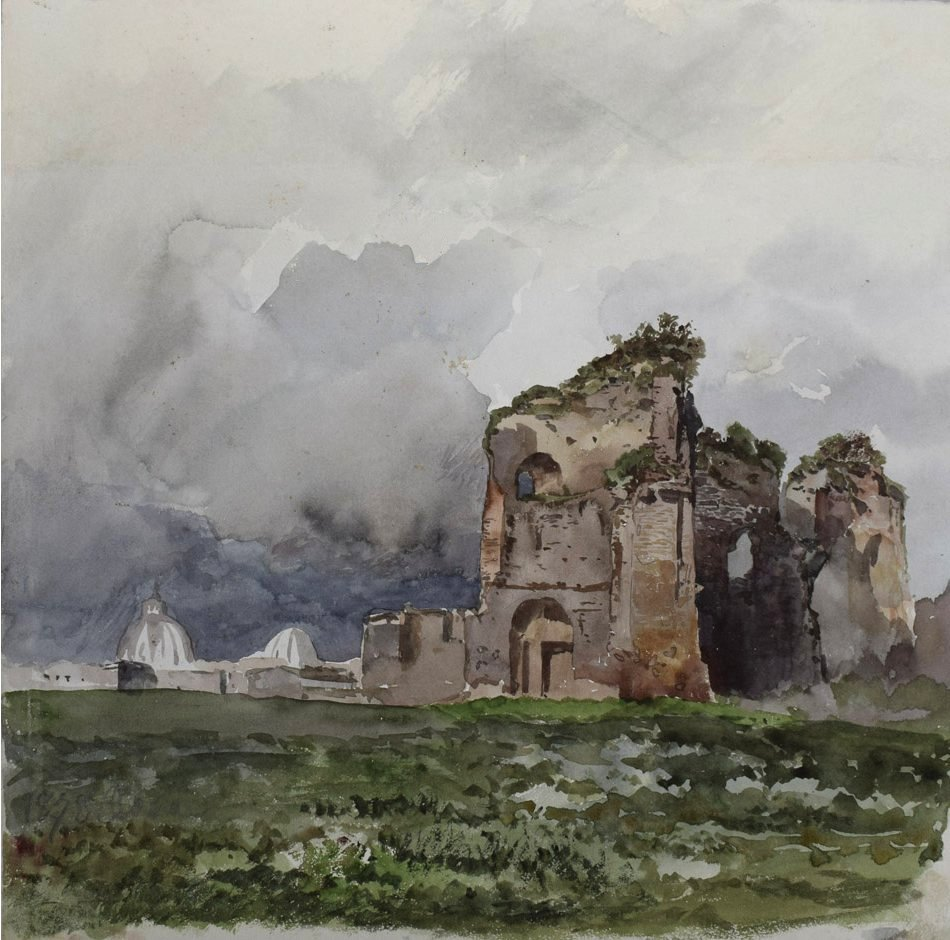
Rovine romane ai Bagni di Traiano, 1878, acquarello su carta, 18x23 cm